# Cepheus tuberculosus
Cepheus tuberculosus är en kvalsterart som beskrevs av Karl Strenzke 1951. Cepheus tuberculosus ingår i släktet Cepheus och familjen Cepheidae. Inga underarter finns listade i Catalogue of Life.